# 베케시주

베케시주의 위치

베케시주(헝가리어: Békés megye)는 헝가리 남동부에 위치한 주로 주도는 베케슈처버이며 면적은 5,631km2, 인구는 376,657명, 인구 밀도는 67명/km2이다. 1개 도시주(베케슈처버)와 9개 구(베케시구, 베케슈처버구, 조머엔드뢰드구, 줄러구, 메죄코바치하저구, 오로슈하저구, 셔르커드구, 서르버시구, 세그헐롬구), 21개 시, 53개 마을을 관할한다.
서쪽으로는 촌그라드처나드주, 북서쪽으로는 야스너지쿤솔노크주, 북쪽으로는 허이두비허르주와 접하고 있고 남쪽으로는 루마니아와 국경을 접한다.

주기
주 문장